# Operazione satellitare delle Nazioni Unite
UNOSAT (United Nations Operational Satellite Applications Programme), in italiano OSNU (Operazione Satellitare delle Nazioni Unite) è un'organizzazione delle Nazioni Unite nata nel 2000, dipendente dall'UNITAR (United Nations Institute for Training and Research). Questa agenzia si occupa della gestione dei programmi satellitari a livello mondiale, limitatamente ai paesi appartenenti all'ONU, inoltre collabora con la più nota organizzazione europea per la ricerca nucleare (CERN), il più grande laboratorio di particelle del mondo.
Il programma fornisce immagini satellitari avanzate in sostegno agli aiuti umanitari e del cosiddetto "sviluppo sostenibile". L'organizzazione si compone di vari esperti tra i quali: geologi, geografi, esperti di immagini satellitari, esperti di sviluppo sostenibile, programmatori di database e specialisti di comunicazione internet.
La loro missione dichiarata è "fornire soluzioni integrate su base satellitare per la sicurezza umana, la pace e lo sviluppo socio-economico, in linea con il mandato conferito all'UNITAR da parte dell'Assemblea Generale delle Nazioni Unite a partire dal 1963 ".